# Storia delle campagne dell'esercito romano
Dalle lontane origini quale città-stato nell'Italia antica del VIII secolo a.C., al sorgere e all'estendersi dell'impero su buona parte dell'Europa, dell'Asia mediterranea e del Nord Africa, fino al declino del XV secolo, la storia di Roma antica fu spesso inscindibilmente legata alle sue vicende militari. Il nucleo della storia delle campagne dell'esercito romano è costituito da un complesso di diversi resoconti delle battaglie sostenute dall'esercito romano, dall'iniziale difesa dell'originario colle dai vicini italici, con la conseguente annessione, fino all'estrema difesa del declinante Impero romano contro le tribù di invasori Unni, Vandali e Germani, dopo la sua separazione in Impero d'Occidente e Impero d'Oriente. Questi resoconti sono tramandati da varie fonti contemporanee e successive alla storia dell'Impero.
Nonostante la dimensione circum-mediterranea raggiunta dalla sua potenza politica, nella storia militare di Roma le battaglie navali furono in genere meno rilevanti di quelle terrestri: una conseguenza, questa, dell'incontrastato dominio sui mari assicurato dalle vittorie conseguite nei violenti scontri navali sostenuti durante la prima guerra punica.
L'esercito di Roma antica si misurò dapprima con le tribù confinanti e con le città etrusche d'Italia, per estendere in seguito il suo dominio a buona parte dell'area mediterranea. La vocazione continentale di Roma spinse ben più oltre l'ascesa militare: questa, all'apice della sua potenza, giunse fino alle province della Britannia e dell'Anatolia. Come per molte civiltà antiche, l'esercito romano assolse un triplice compito: difesa dei confini; sfruttamento delle aree periferiche con misure di imposizione tributaria sui popoli sottomessi; mantenimento dell'ordine interno. Fin dall'inizio, l'esercito romano rese tipico questo schema e la maggior parte delle campagne militari di Roma furono caratterizzate da uno dei due tipi: il primo è quello della campagna di espansione territoriale, normalmente concepita come una controffensiva, in cui ogni vittoria conduceva alla sottomissione di vaste aree territoriali permettendo a Roma di liberarsi dalla sua dimensione di piccola città fino a divenire uno dei più grandi imperi del mondo antico, che racchiudeva in sé circa un quarto della popolazione mondiale; il secondo tipo è quello della guerra civile, i cui esempi afflissero la vita di Roma dalla sua fondazione sino al crollo finale.

## Storia
Ai fini della trattazione, la storia delle campagne dell'esercito romano viene così convenzionalmente suddivisa:

### Periodo regio:Latium vetused Etruria meridionale (753-509 a.C.)
Il periodo regio rappresenta l'insieme delle guerre di conquista che Roma attuò nel periodo compreso tra il 753 a.C. ed il 509 a.C., nel periodo in cui l'Urbe era amministrata dai re.
La storia più antica, dalla fondazione di Roma quale piccolo villaggio tribale, fino alla fine dell'Età regia con la caduta dei re di Roma, è quella meno conservata. Questo perché, sebbene i primi Romani possedessero un certo livello di alfabetizzazione, dovette mancargli il desiderio di registrare le loro vicende storiche o, in alternativa, le storie da loro registrate dovettero andare perdute.
Sebbene Livio, storico romano tradizionalmente collocato tra il 59 a.C. e il 17 d.C., nella sua opera Ab Urbe condita, elenchi, dal primo insediamento fino ai primi anni, una serie di sette re della Roma arcaica, i primi quattro 're' (Romolo, Numa Pompilio, Tullo Ostilio e Anco Marzio) sono quasi certamente interamente apocrifi. Michael Grant e altri ipotizzano che, prima dell'instaurarsi del dominio etrusco su Roma sotto Tarquinio Prisco, quinto re della tradizione, Roma fosse stata guidata da qualche sorta di autorità religiosa. Pochissimo si conosce della storia militare di Roma durante questa epoca, e quello che la storia ci ha tramandato ha più della natura leggendaria che di una consistenza fattuale. Secondo la tradizione, Romolo fortificò uno dei sette colli di Roma, il colle Palatino, dopo aver fondato la città, e Livio afferma che, poco dopo la sua fondazione, Roma era «pari a qualsiasi delle città circostanti per valore militare».

### Periodo repubblicano: dall'Italia al Mediterraneo (509-31 a.C.)

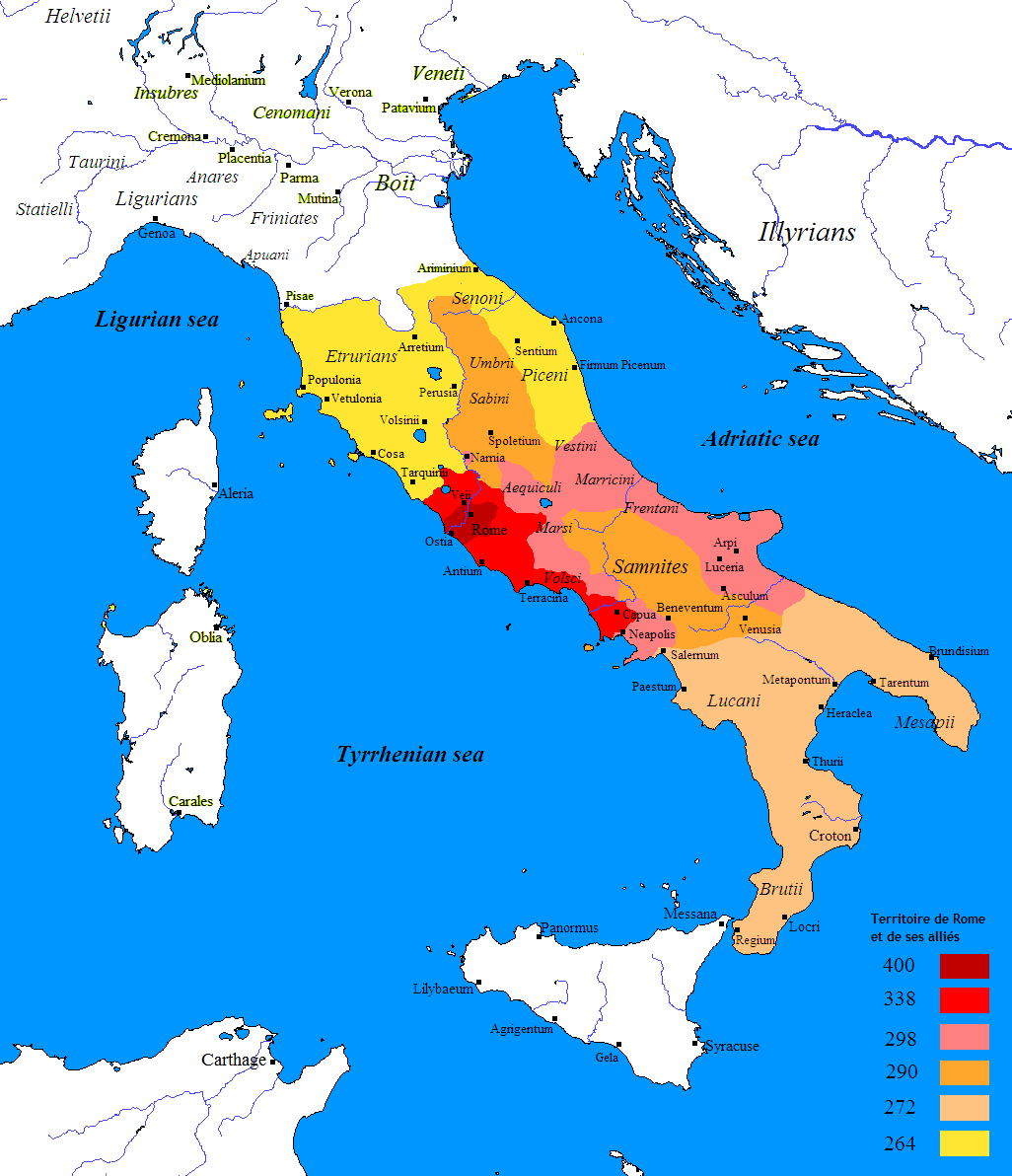
La conquista dell'Italia (400-264 a.C.).

Il periodo repubblicano rappresenta l'insieme delle guerre di conquista che Roma attuò nel periodo compreso tra il 509 a.C. ed il 31 a.C., nel periodo in cui l'Urbe era amministrata da una repubblica oligarchica e che consiste nel passaggio dalla monarchia alla Repubblica e da quest'ultima al Principato.
La Repubblica rappresenta una fase lunga, complessa e decisiva della storia romana: costituì un periodo di enormi trasformazioni per Roma, che da piccola città stato quale era alla fine del VI secolo a.C. divenne, alla vigilia della fondazione dell'Impero, la capitale di un vasto e complesso Stato, formato da una miriade di popoli e civiltà differenti, avviato a segnare in modo decisivo la storia dell'Occidente e del Mediterraneo.
In questo periodo si inquadrano la maggior parte delle grandi conquiste romane nel Mediterraneo ed in Europa, soprattutto tra il III ed il II secolo a.C.; il I secolo a.C. è invece, come detto, devastato dai conflitti intestini catalizzati dai mutamenti sociali, ma è anche il secolo di maggiore fioritura letteraria e culturale, frutto dell'incontro con la cultura ellenistica e riferimento "classico" per i secoli successivi.

### Periodo Alto imperiale: dalla massima estensione territoriale al declino (30 a.C.-284 d.C.)

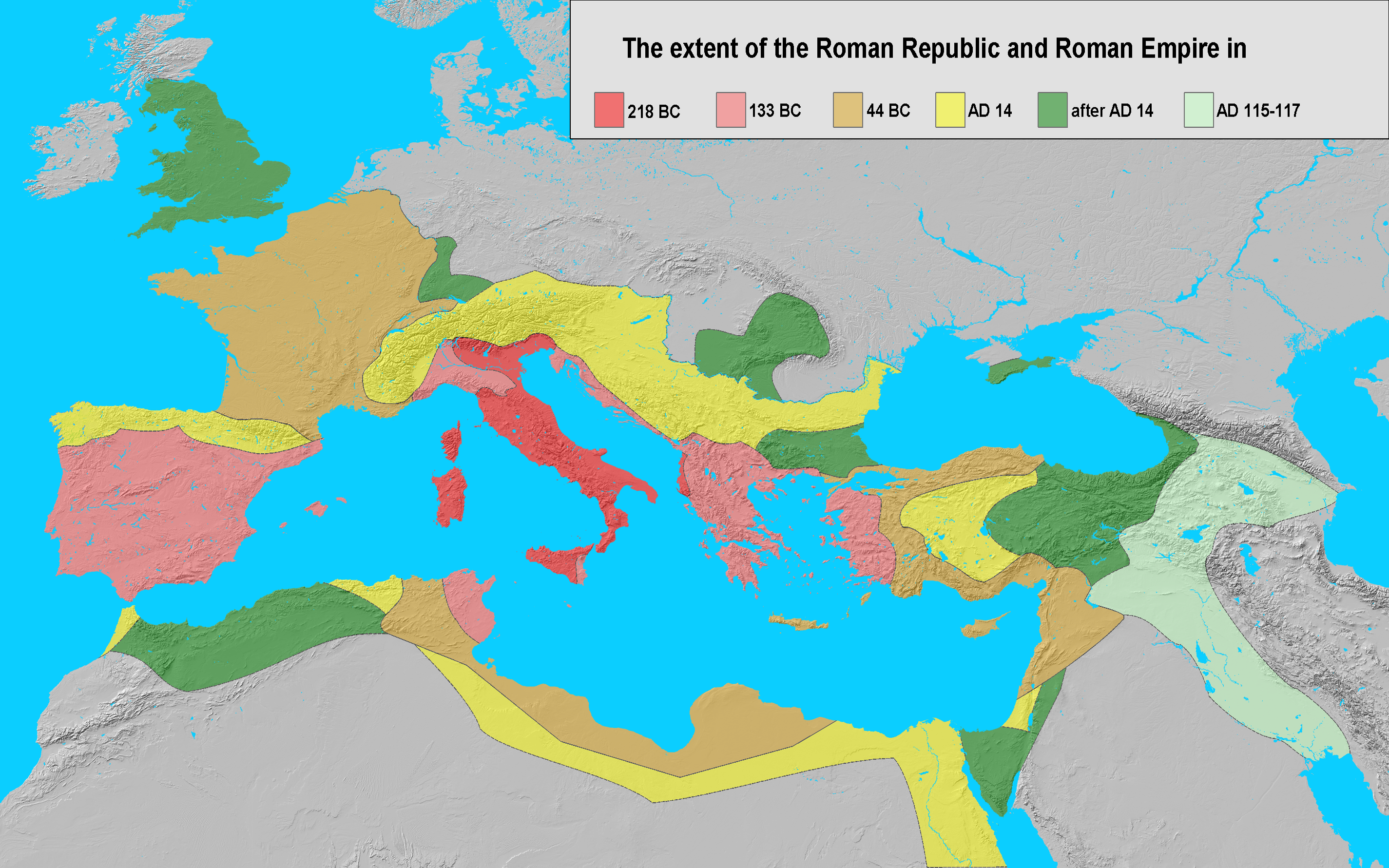
Fasi dell'espansionismo romano dal 218 a.C. al 117 d.C..

Il periodo Alto imperiale rappresenta la cronologia di tutte le campagne militari del principato, da Augusto agli imperatori Caro, Carino e Numeriano (dal 31 a.C. al 284), che ottennero la porpora imperiale al termine del periodo denominato anarchia militare, prima dell'avvento di Diocleziano e della Tetrarchia.
La prima fase, almeno fino a Traiano (98-117), rappresentò il periodo d'oro dell'intera storia romana militare, dove l'Impero romano raggiunse la sua massima estensione territoriale. Poi a partire dagli Antonini, con l'inizio delle invasioni barbariche (guerre marcomanniche) lungo i confini settentrionali e della pressione sasanide lungo il limes orientale, iniziò la lunga fase della decadenza (Crisi del III secolo). Soprattutto durante il III secolo, il prezzo pagato dall'Impero per la sua sopravvivenza fu l'abbandono di alcuni territori: i cosiddetti Agri decumates sotto Gallieno (attorno al 260), della provincia delle Tre Dacie (sotto Aureliano, 271 circa), oltre alla perdita, seppure temporanea, della provincia di Mesopotamia, rioccupata solo con Galerio verso la fine del III secolo.

### Periodo Tardo imperiale: fine dell'Occidente romano (284-476 d.C.)
Il periodo Tardo imperiale rappresenta la cronologia di tutte le campagne militari dalla Tetrarchia di Diocleziano (284), passando per Costantino ed i Costantinidi, Teodosio I, fino alla caduta dell'Impero romano d'Occidente (476).
La prima fase, almeno fino a Costantino I (306-337), rappresentò un periodo di ripresa militare, con il potenziamento dell'intero esercito romano (sotto Diocleziano prima e Costantino poi). Poi iniziò l'ultimo periodo, quello della disgregazione politica e militare fino alla caduta dell'Impero romano d'Occidente.
Dopo la caduta della parte occidentale dell'Impero, il più ricco Impero d'Oriente sopravvisse per circa un millennio, che almeno fino al VII secolo mantenne le istituzioni tardo-imperiali romane. In seguito alle profonde riforme operate dall'imperatore Eraclio, l'Impero romano d'Oriente andò sempre più allontanandosi da tutto ciò che contraddistingue la classica civiltà romana, motivo per il quale gli storici moderni e contemporanei utilizzano il termine "bizantino" per distinguere l'Impero d'Oriente, profondamente ellenizzato, dall'Impero romano classico.